# Opera van Hanoi
De Opera van Hanoi (Vietnamees: Nhà hát lớn Hà Nội) is een concertgebouw in de Vietnamese hoofdstad Hanoi. Het werd in de periode van 1901 tot 1911 gebouwd in Franse koloniale stijl. Het ontwerp is geïnspireerd op de Opéra Garnier in Parijs. De opera staat aan het Quảng trường 19-8, een plein in Hanoi.

## Galerij

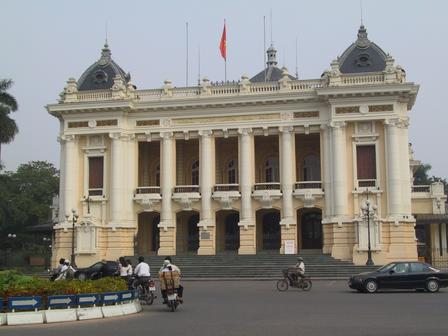
Het gebouw van voren.
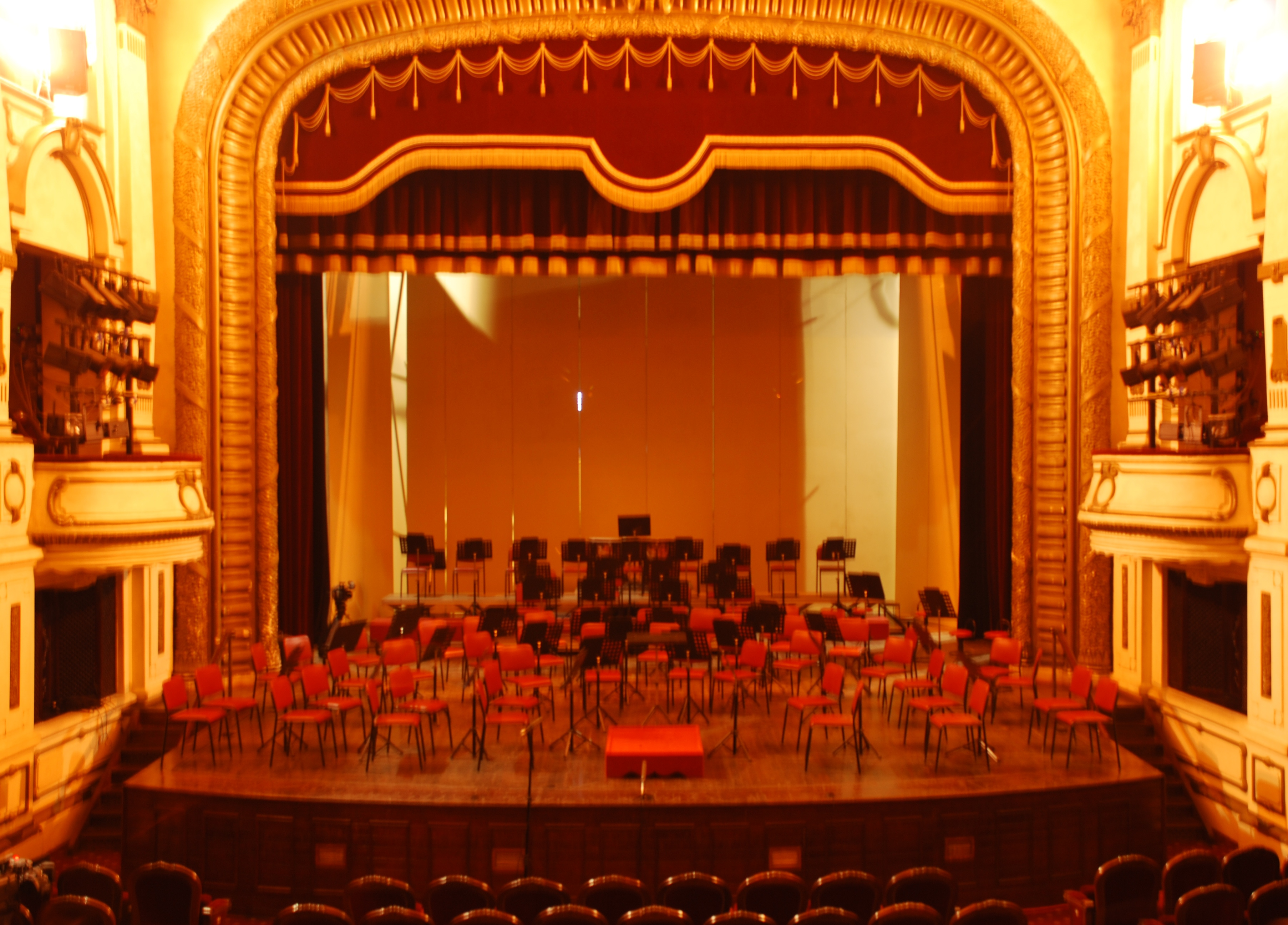
De concertzaal.
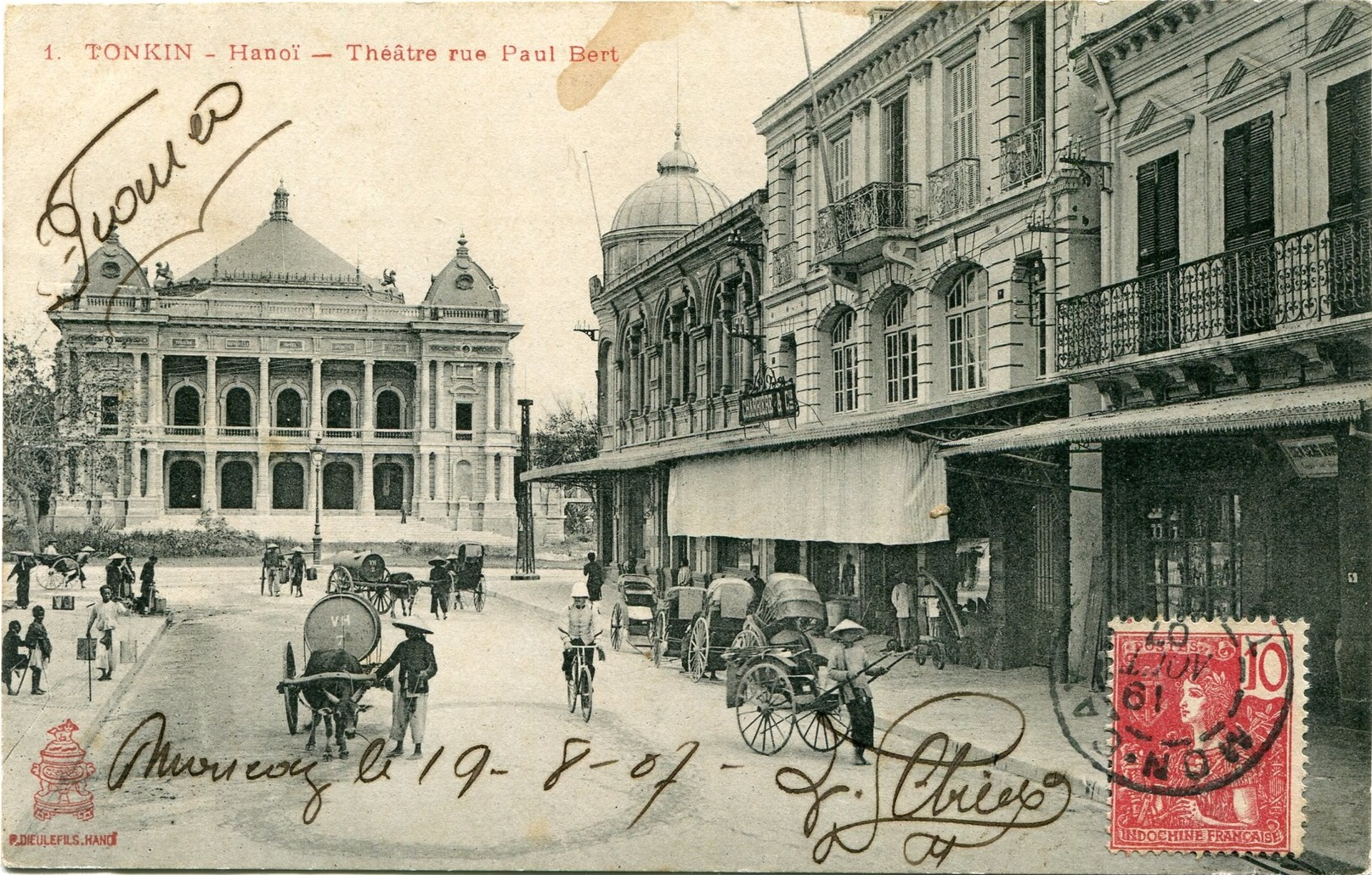
Het gebouw in het begin van de 20e eeuw.
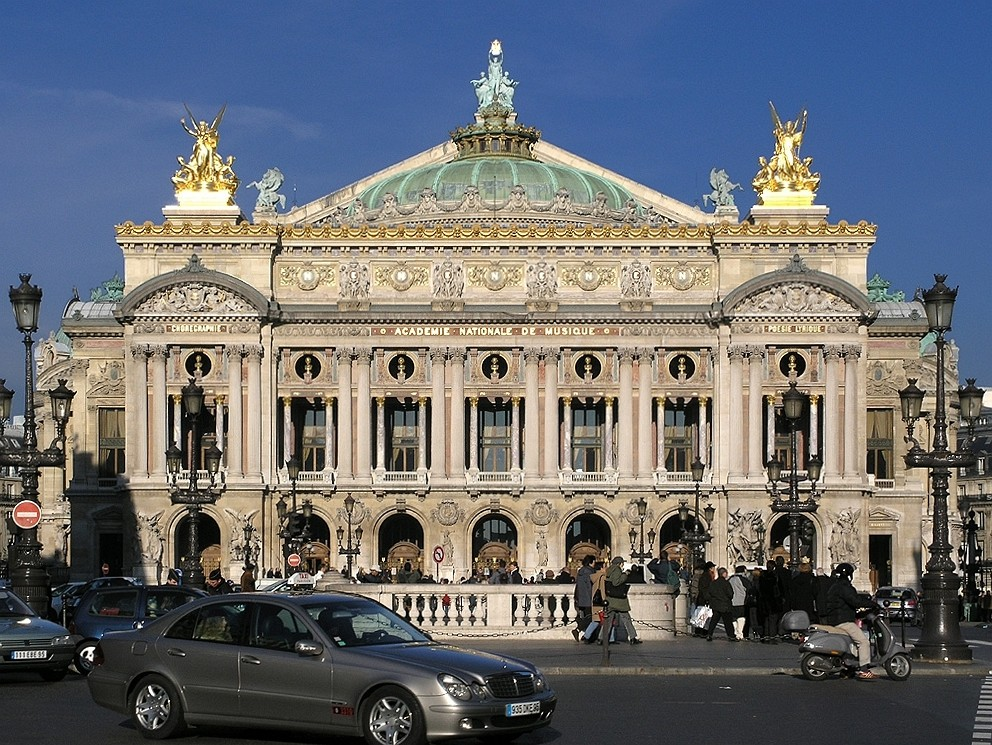
Opéra Garnier in Parijs, waar het ontwerp op geïnspireerd is.